# Guatemala ai Giochi della XXVIII Olimpiade
Il Guatemala partecipò ai Giochi della XXVIII Olimpiade, svoltisi ad Atene, Grecia, dal 13 al 29 agosto 2004, con una delegazione di 18 atleti impegnati in otto discipline.

## Delegazione
| Sport              | Uomini | Donne | Totale |
| ------------------ | ------ | ----- | ------ |
| Atletica leggera   | 4      | 1     | 5      |
| Badminton          | 1      | -     | 1      |
| Ciclismo           | 1      | 1     | 2      |
| Nuoto              | 2      | 2     | 4      |
| Pentathlon moderno | -      | 1     | 1      |
| Sollevamento pesi  | 1      | -     | 1      |
| Taekwondo          | 1      | 2     | 3      |
| Tiro               | 1      | -     | 1      |
| Totale             | 11     | 7     | 18     |

## Risultati

### Atletica leggera
| Q | Qualificato al turno successivo per la Classifica in qualificazione                                                          |
| q | Qualificato per il turno successivo per ripescaggio o, negli eventi su campo, conquistando la misura minima per qualificarsi |

Maschile
Eventi su pista e strada
| Atleta               | Evento       | Finale    | Finale     |
| Atleta               | Evento       | Risultato | Classifica |
| -------------------- | ------------ | --------- | ---------- |
| Alfredo Arévalo      | Maratona     | 2h34'02"  | 77º        |
| José Amado García    | Maratona     | 2h27'13"  | 64º        |
| Luis Fernando García | Marcia 50 km | dnf       | -          |
| Julio René Martínez  | Marcia 50 km | dq        | -          |

Femminile
Eventi su pista e strada
| Atleta           | Evento       | Finale    | Finale     |
| Atleta           | Evento       | Risultato | Classifica |
| ---------------- | ------------ | --------- | ---------- |
| Teresita Collado | Marcia 20 km | 1h46'41"  | 49ª        |

### Badminton
Maschile
| Atleta     | Evento  | Sedicesimi                         | Ottavi di finale     | Quarti di finale     | Semifinale           | Finale / FB          | Finale / FB     |                 |
| Atleta     | Evento  | Avversario Risultato               | Avversario Risultato | Avversario Risultato | Avversario Risultato | Avversario Risultato | Pos.            |                 |
| ---------- | ------- | ---------------------------------- | -------------------- | -------------------- | -------------------- | -------------------- | --------------- | --------------- |
| Pedro Yang | Singolo | Andersen (NOR) P 9–15, 15–8, 13–15 | non qualificato      | non qualificato      | non qualificato      | non qualificato      | non qualificato | non qualificato |

### Ciclismo

#### Strada
Femminile
| Atleta               | Evento         | Tempo    | Classifica |
| -------------------- | -------------- | -------- | ---------- |
| María Dolores Molina | Corsa in linea | 3h40'43" | 50ª        |

#### Pista
Maschile
| Atleta              | Evento | Primo turno | Ripescaggi | Semifinale      | Finale          |
| Atleta              | Evento | Classifica  | Classifica | Classifica      | Classifica      |
| ------------------- | ------ | ----------- | ---------- | --------------- | --------------- |
| José Alberto Sochón | Keirin | 4º R        | 3º         | non qualificato | non qualificato |

### Nuoto
Maschile
| Atleta         | Evento            | Batteria  | Batteria   | Semifinale      | Semifinale      | Finale          | Finale          |
| Atleta         | Evento            | Risultato | Classifica | Risultato       | Classifica      | Risultato       | Classifica      |
| -------------- | ----------------- | --------- | ---------- | --------------- | --------------- | --------------- | --------------- |
| Rodrigo Díaz   | 50 m stile libero | 23"69     | 53º        | non qualificato | non qualificato | non qualificato | non qualificato |
| Álvaro Fortuny | 100 m rana        | 1'05"41   | 45º        | non qualificato | non qualificato | non qualificato | non qualificato |

Femminile
| Atleta          | Evento            | Batteria  | Batteria   | Semifinale      | Semifinale      | Finale          | Finale          |
| Atleta          | Evento            | Risultato | Classifica | Risultato       | Classifica      | Risultato       | Classifica      |
| --------------- | ----------------- | --------- | ---------- | --------------- | --------------- | --------------- | --------------- |
| Melanie Slowing | 50 m stile libero | 27"44     | 46ª        | non qualificata | non qualificata | non qualificata | non qualificata |
| Gisela Morales  | 100 m dorso       | 1'03"72   | 27ª        | non qualificata | non qualificata | non qualificata | non qualificata |
| Gisela Morales  | 200 m dorso       | 2'18"23   | 26ª        | non qualificata | non qualificata | non qualificata | non qualificata |

### Pentathlon moderno
Femminile
| Atleta                  | Evento         | Pistola   | Pistola   | Pistola  | Scherma | Scherma   | Scherma  | Nuoto    | Nuoto     | Nuoto    | Equitazione | Equitazione | Equitazione | Corsa    | Corsa     | Corsa    | Totale | Posizione finale |
| Atleta                  | Evento         | Risultati | Posizione | Punti PM | Tempo   | Posizione | Punti PM | Penalità | Posizione | Punti PM | Tempo       | Posizione   | Punti PM    | Tempo    | Posizione | Punti PM | Totale | Posizione finale |
| ----------------------- | -------------- | --------- | --------- | -------- | ------- | --------- | -------- | -------- | --------- | -------- | ----------- | ----------- | ----------- | -------- | --------- | -------- | ------ | ---------------- |
| María Isabel Sanz-Agero | Gara femminile | 161       | 26ª       | 868      | 10–21   | 31ª       | 664      | 2'30"29  | 28ª       | 1120     | 172         | 24ª         | 1028        | 12'23"90 | 32ª       | 748      | 4428   | 31ª              |

### Sollevamento pesi
Maschile
| Atleta    | Evento           | Strappo   | Strappo    | Slancio   | Slancio    | Totale | Classifica |
| Atleta    | Evento           | Risultato | Classifica | Risultato | Classifica | Totale | Classifica |
| --------- | ---------------- | --------- | ---------- | --------- | ---------- | ------ | ---------- |
| Joel Bran | +105 kg maschile | 160       | 15º        | 210       | 13º        | 375    | 13º        |

### Taekwondo
Maschile
| Atleta            | Evento | Ottavi                | Quarti                | Semifinali           | Ripescaggio 1        | Ripescaggio 2        | Finale / FB          | Pos. |
| Atleta            | Evento | Avversario Risultato  | Avversario Risultato  | Avversario Risultato | Avversario Risultato | Avversario Risultato | Avversario Risultato | Pos. |
| ----------------- | ------ | --------------------- | --------------------- | -------------------- | -------------------- | -------------------- | -------------------- | ---- |
| Gabriel Sagastume | -68 kg | Mahlangu (RSA) V 11–7 | Massimino (AUS) V 5–4 | Huang Ch (TPE) P 5–7 | Bye                  | Silva (BRA) P 10–12  | non qualificato      | 5º   |

Femminile
| Atleta       | Evento | Ottavi               | Quarti                 | Semifinali           | Ripescaggio 1        | Ripescaggio 2        | Finale / FB          | Pos. |
| Atleta       | Evento | Avversaria Risultato | Avversaria Risultato   | Avversaria Risultato | Avversaria Risultato | Avversaria Risultato | Avversaria Risultato | Pos. |
| ------------ | ------ | -------------------- | ---------------------- | -------------------- | -------------------- | -------------------- | -------------------- | ---- |
| Euda Carías  | -49 kg | Teo (MAS) V 4–4 SUP  | Lukic (AUT) V 1–1 SUP  | Labrada (CUB) P 3–8  | Bye                  | Mora (COL) P 10–12   | non qualificata      | 5ª   |
| Heidy Juárez | -67 kg | Bartasek (AUS) V 7–0 | Mystakidou (GRE) P 4–6 | non qualificata      | Wihongi (NZL) V 4–1  | Díaz (PUR) V 5–2     | Hwang Ks (KOR) P 2–5 | 4ª   |

### Tiro a segno/volo
Maschile
| Atleta       | Evento                | Qualificazioni | Qualificazioni | Finale          | Finale          |
| Atleta       | Evento                | Punti          | Classifica     | Punti           | Classifica      |
| ------------ | --------------------- | -------------- | -------------- | --------------- | --------------- |
| Attila Solti | 10 m bersaglio mobile | 573            | 10º            | non qualificato | non qualificato |